# Battistero di San Giovanni (Riva San Vitale)
Il battistero di San Giovanni, a Riva San Vitale, costituisce un importante esempio di architettura paleocristiana risalente agli anni attorno al 500; si tratta del più antico edificio religioso cristiano ancora interamente conservato in Svizzera.

## Storia e descrizione
Il battistero sorse secondo il giudizio unanime degli studiosi tra la fine del V e l'inizio del VI secolo, a partire forse dalle fondamenta di una villa o di terme romane; si spiegherebbe così l'impiego di manufatti (come alcune mensole decorate con una foglia d'acanto) impiegati nella costruzione e risalenti al periodo romano.
Accanto ad esso sorgeva una importante basilica (risalente probabilmente al IX – X secolo) che doveva servire la comunità Mendrisio e il basso Ceresio. Di tale basilica oggi nulla è rimasto; sulle sue fondamenta fu edificata l'attuale chiesa parrocchiale di San Vitale, realizzata tra il 1756 ed il 1759. L'antica basilica si collegava al battistero attraverso un peribolo, vale a dire un portico correva attorno al battistero e sotto il quale si celebravano le funzioni religiose che preparavano i catecumeni a ricevere il battesimo. Questi poi accedevano al Battistero dalla porta settentrionale, e dopo aver ricevuto il battesimo, uscivano dalla porta meridionale (il portale maggiore è stato realizzato successivamente nel X secolo), con una chiara allusione al passaggio del credente dalle tenebre del paganesimo alla luce della fede in Cristo.
Fortemente degradato, il battistero è stato oggetto di importanti lavori negli anni 1953-1955 quando fu isolato dagli edifici di epoche successive che lo avevano inglobato, e restauri architettonici che ne hanno ripristinato l'aspetto originario, pur mantenendo testimonianze delle alterazioni subite in epoche successive (per esempio la finestra gotica e quella circolare in mattoni al di sopra del portale maggiore). Nello stesso periodo furono intrapresi scavi intorno all'edificio rivelando strutture attribuibili ad una terma romana e svariati reperti. Altresì furono eseguiti restauri degli affreschi al suo interno, in parte rinvenendo altri più antichi al di sotto. (In una sala nella vicina chiesa di San Vitale sono esposti documentazione fotografica dei lavori eseguiti ed in alcune vetrine i reperti di epoca romana e medievale rinvenuti durante gli scavi). Attualmente (2021-2022) sono in corso nuovi lavori di restaro degli affreschi per ripulirli da efflorescenze saline e scialbature e lavori di consolidamento degli intonaci, a cura della  SUPSI..
L'edificio, a pianta quadrata, presenta, visto dall'esterno, un aspetto piuttosto massiccio e severo, in virtù dei robusti muri perimetrali formati da blocchi squadrati di pietra locale, posizionati in filari abbastanza regolari. L'abside posta sul lato occidentale costituisce verosimilmente una aggiunta posteriore.
L'edificio è completato in alto da un tiburio di forma ottagonale, ricoperto da un tetto a coppi, che lascia intuire la forma ottagonale dell'aula interna, forma che già all'altezza di quegli anni doveva rappresentare la forma canonica dei battisteri (simboleggiante l'octava dies, l'ottavo giorno della settimana, cioè il nuovo giorno, in cui inizia l'era del Cristo).
L'accesso all'aula interna avveniva attraverso due porte (di dimensioni superiori a quelle attuali), poste su lati opposti: da una di esse entravano i catecumeni per poi uscire dall'altra dopo il rito di iniziazione alla nuova vita, nella fede in Cristo. 

All'interno troviamo un antico fonte battesimale, costituito da una grande vasca monolitica in serizzo avente forma circolare (diametro interno cm. 190; profondità cm. 45), sovrastante quella più antica in cocciopesto, di forma ottagonale, incassata nel pavimento, un tempo accessibile scendendo un paio di gradini (profondità cm. 75). La vasca monolitica superiore è da collocarsi intorno al IX – X secolo quando - secondo l’opinione di taluni studiosi - il battesimo già non avveniva più per "immersione", ma per "effusione", versando cioè per tre volte l'acqua benedetta sul capo del catecumeno.
L'aula interna ha, come detto, forma ottagonale e vede nicchie semicircolari realizzate negli angoli dell'edificio, con l'aggiunta di una quinta nicchia più profonda in asse col portale maggiore, corrispondente all'abside aggiunta in epoca successiva (IX – X secolo); culmina in alto con una cupola a calotta sferica segnata da otto spicchi (corrispondenti ai lati del tiburio) che le conferiscono slancio.
Si sono conservati resti della pavimentazione originale formata da formelle di marmo bianco e nero, geometricamente disposte a comporre rosette esagonali.

### Gli affreschi romanici e gotici

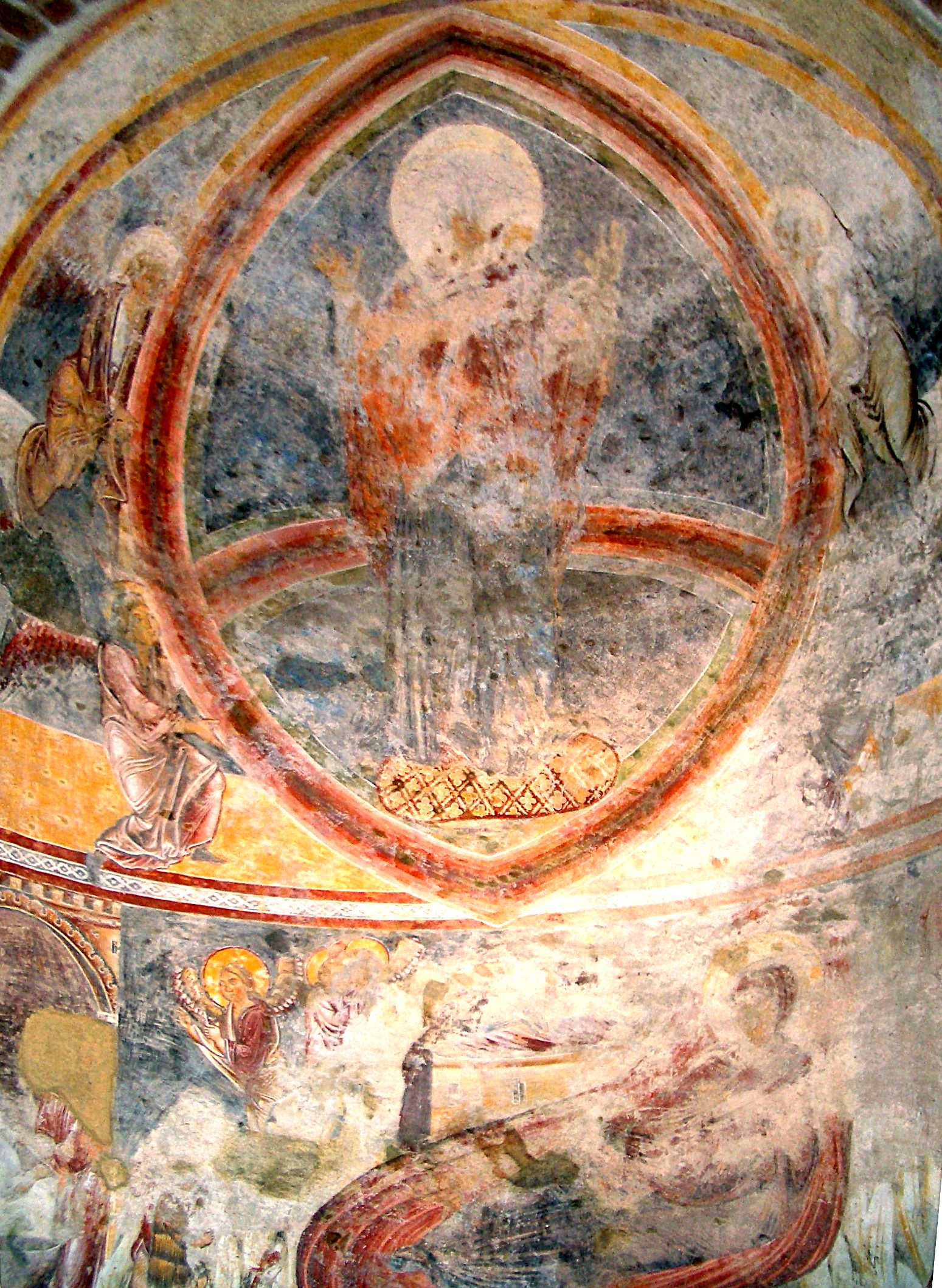
Madonna e scena della Natività

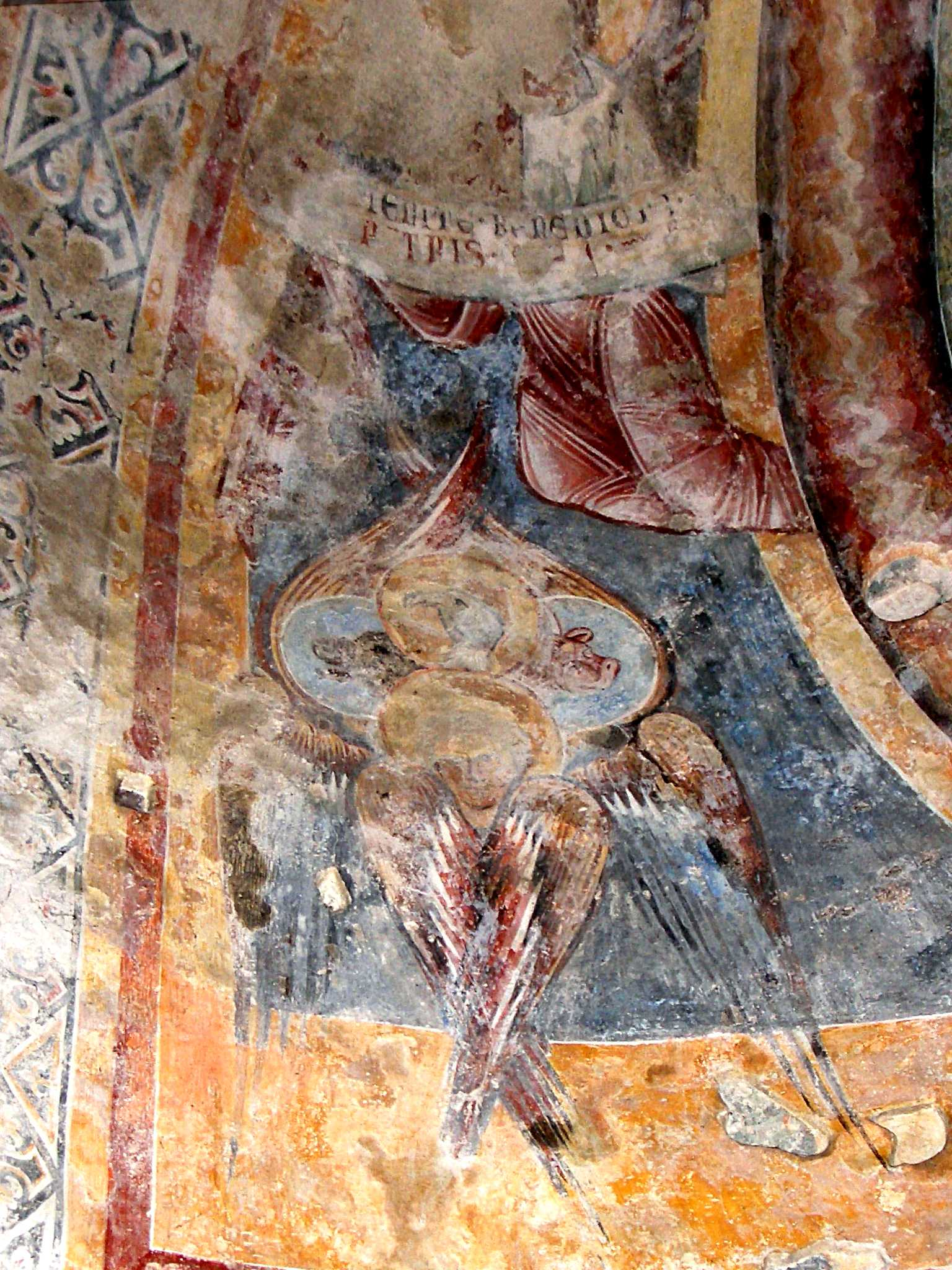
Giudizio Universale; particolare di cherubino tetracefalo

Di notevole interesse, artistico ed iconografico, sono gli antichi affreschi romanici di difficile datazione posti in alcune nicchie semicircolari, realizzati in un arco di tempo che verosimilmente va dal X al XII secolo. 

Nella nicchia a sinistra dell'absidiola che serviva come cattedra del vescovo, troviamo la raffigurazione del Giudizio Universale, mentre nella nicchia di destra trova posto la Natività di Cristo. 

Nelle parti superstiti del Giudizio Universale si registra in alto la presenza di un Cristo Giudice, seduto e con una tunica rosso scuro, posto in una mandorla di luce, affiancata da due angeli che mostrano un cartiglio, mentre nella parte sottostante, in corrispondenza a tali angeli, si riconoscono altre due presenze angeliche: una di esse rappresenta una raffigurazione del cherubino tetracefalo come descritto in Ezechiele I, 1-28 e X, ma con sei ali invece di quattro -probabile contaminazione da Ap. V, 8-, l'altra è la figura di un serafino, corrispondente alla teofania di Isaia VI, 1-3. Ai piedi del Cristo troviamo figure poco riconoscibili, tra le quali s'intravede un angelo intento a suonare la tromba del giorno del giudizio.
La scena della Natività è sovrastata dalla presenza dalla Vergine, stante, posta anch'essa in una mandorla di luce, sorretta da quattro angeli con tuniche sapientemente disegnate. Lo schema della scena ricalca modelli bizantini come quello interpretato, con maggior eleganza pittorica, dall'ignoto autore degli affreschi della chiesa di Santa Maria foris portas a Castelseprio.
Al centro della scena, stesa su un letto drappeggiato, è posta la Madonna con il Bambino, mentre, a completare la Sacra Famiglia, troviamo San Giuseppe posto alla loro destra. Nella scena compaiono anche gli angeli ed i pastori con i loro greggi e cani, chiamati ad adorare Gesù. A sinistra, ormai poco leggibile, è posta una raffigurazione della Lavanda del Bambino.
Infine, ancora al riguardo degli affreschi romanici troviamo nell'abside i resti di una Crocifissione che alcuni studiosi fanno risalire al IX secolo. Interessante notare, dal punto di vista della interpretazione iconografica del tema, la figura del Cristo senza barba, rappresentato sulla croce con gli occhi aperti (dunque un Cristo trionfante e vivo, non sofferente e moribondo); particolare è anche la forma della croce che assume l'aspetto della crux commissa (T), forma che ricorda la lettera greca "tau". 

L'intero programma degli antichi affreschi è dettato dalle riflessioni teologiche sul senso del rito battesimale. Essi alludono al percorso del credente (Natività = credere in Gesù Cristo; Giudizio Universale = risurrezione, salvezza e vita eterna del credente).
Sono presenti anche affreschi più tardi. Tra di essi troviamo la prima immagine conosciuta del Beato Manfredo Settala (datato al '400), sepolto nella chiesa parrocchiale accanto al battistero. Un secentesco ciclo con la Vita di San Giovanni Battista è stato recentemente strappato e ricollocato nella vicina parrocchiale di San Vito.

## Galleria d'immagini

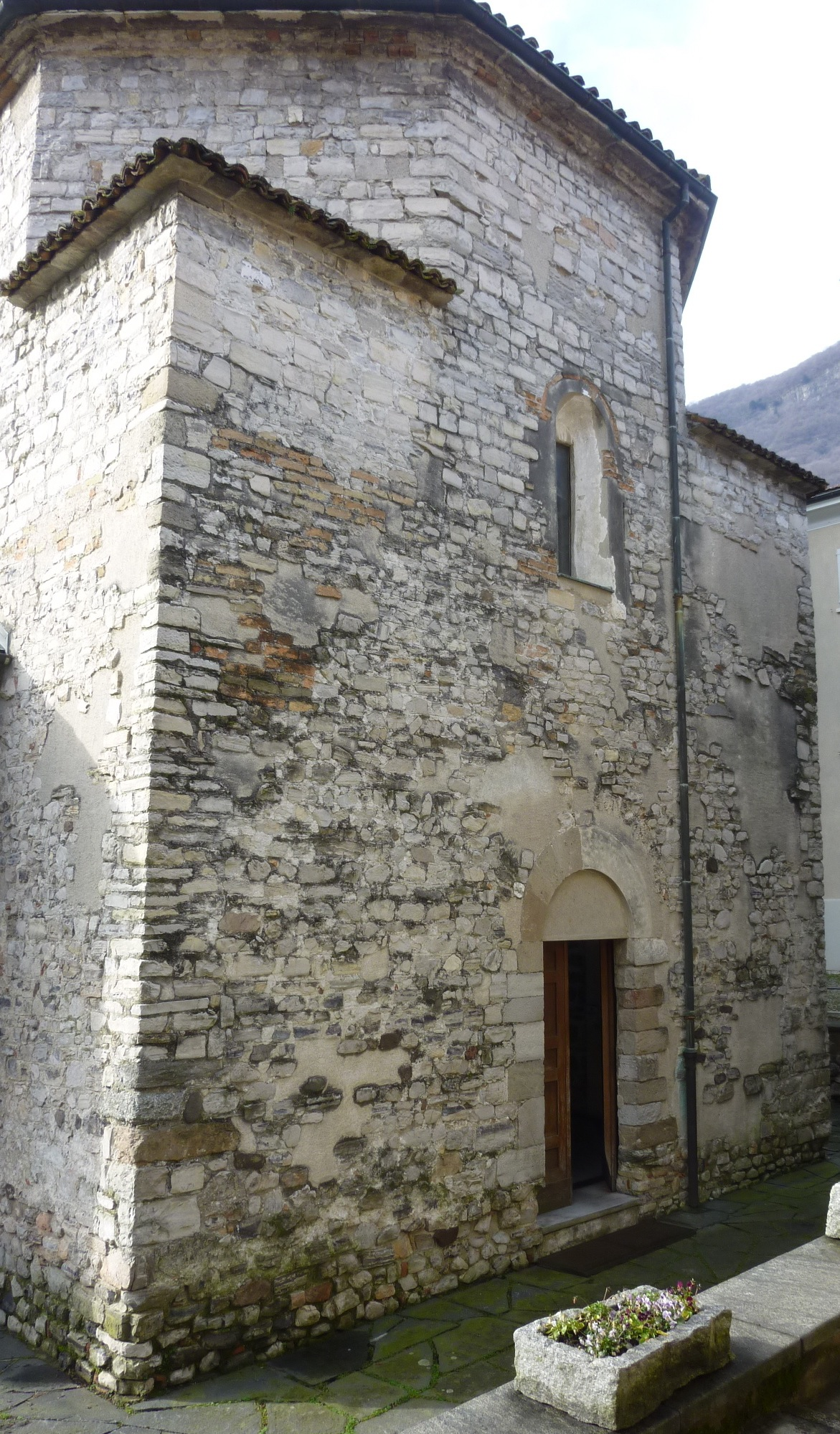
Parete nord
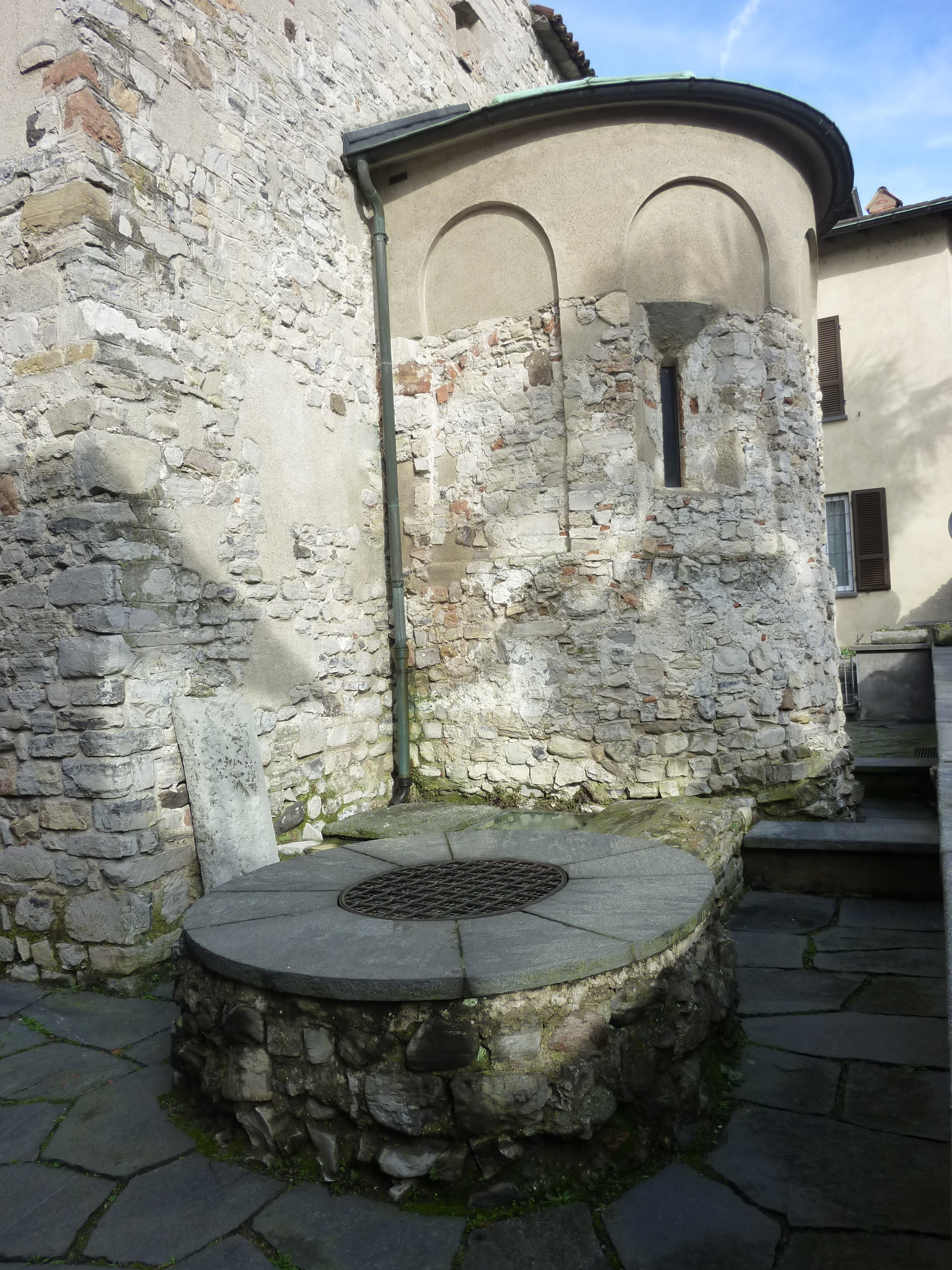
Veduta esterna dell'abside e del pozzo
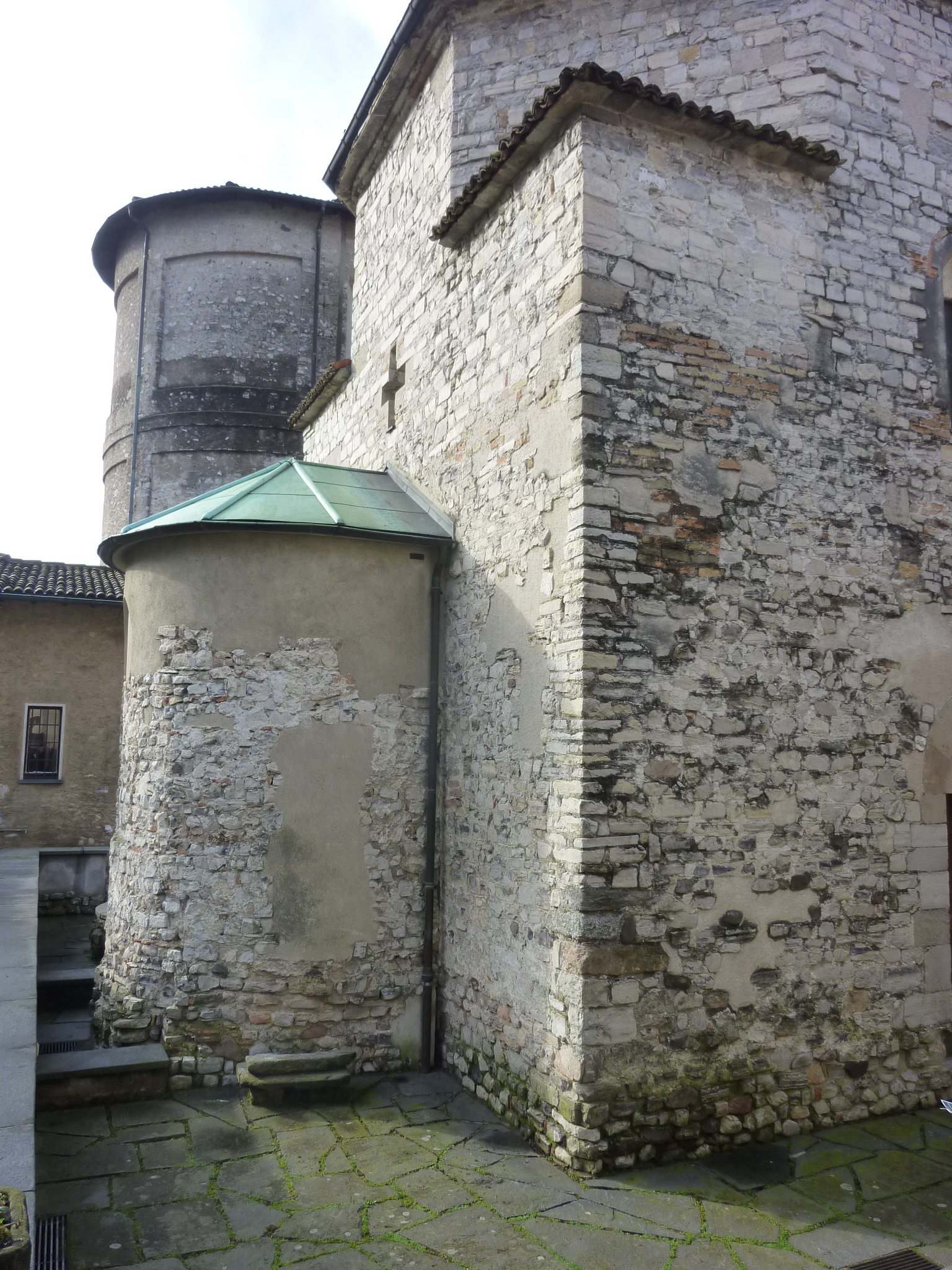
Esterno dell'abside
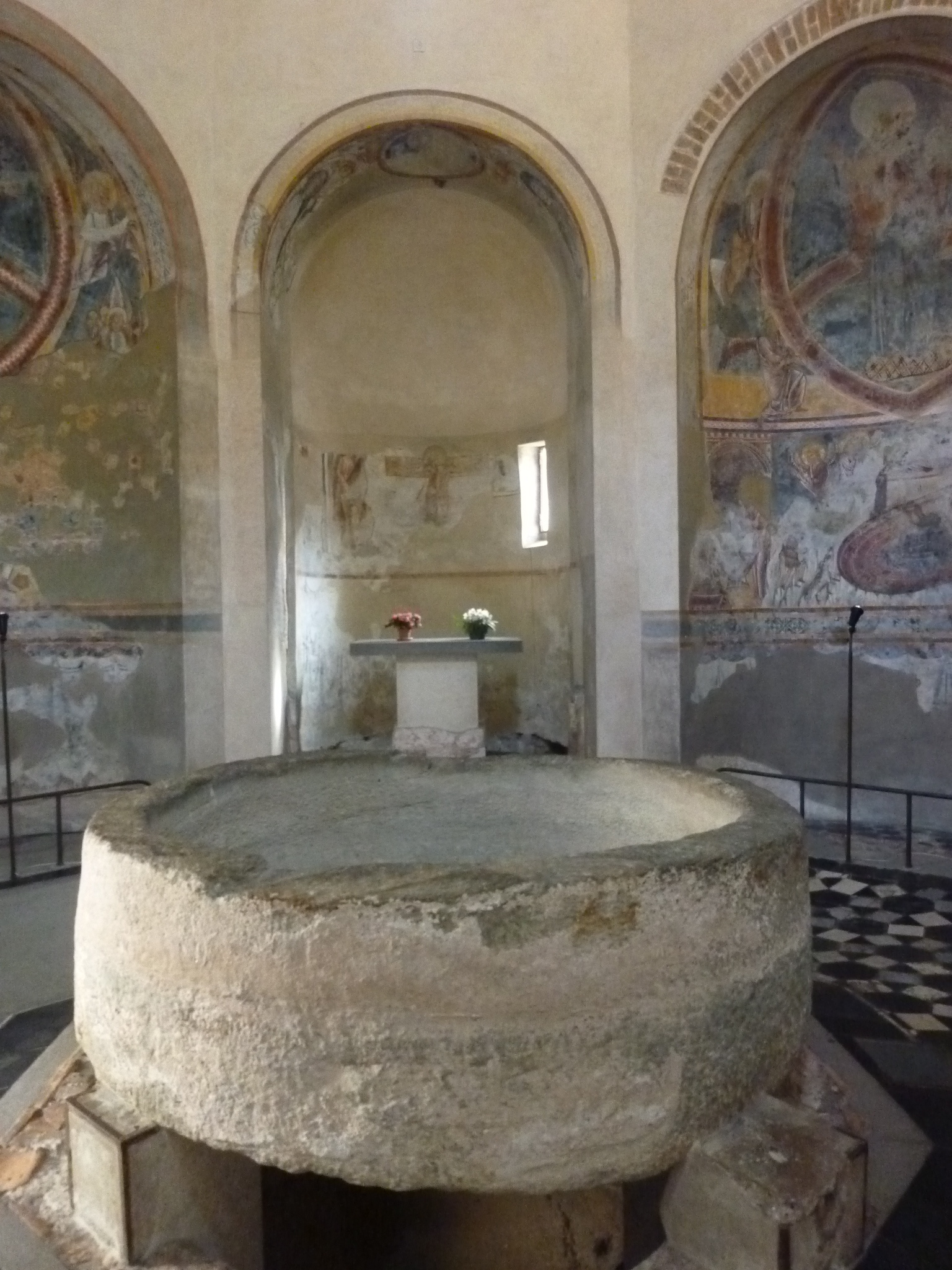
Fonte battesimale e nicchie ai lati dell'abside
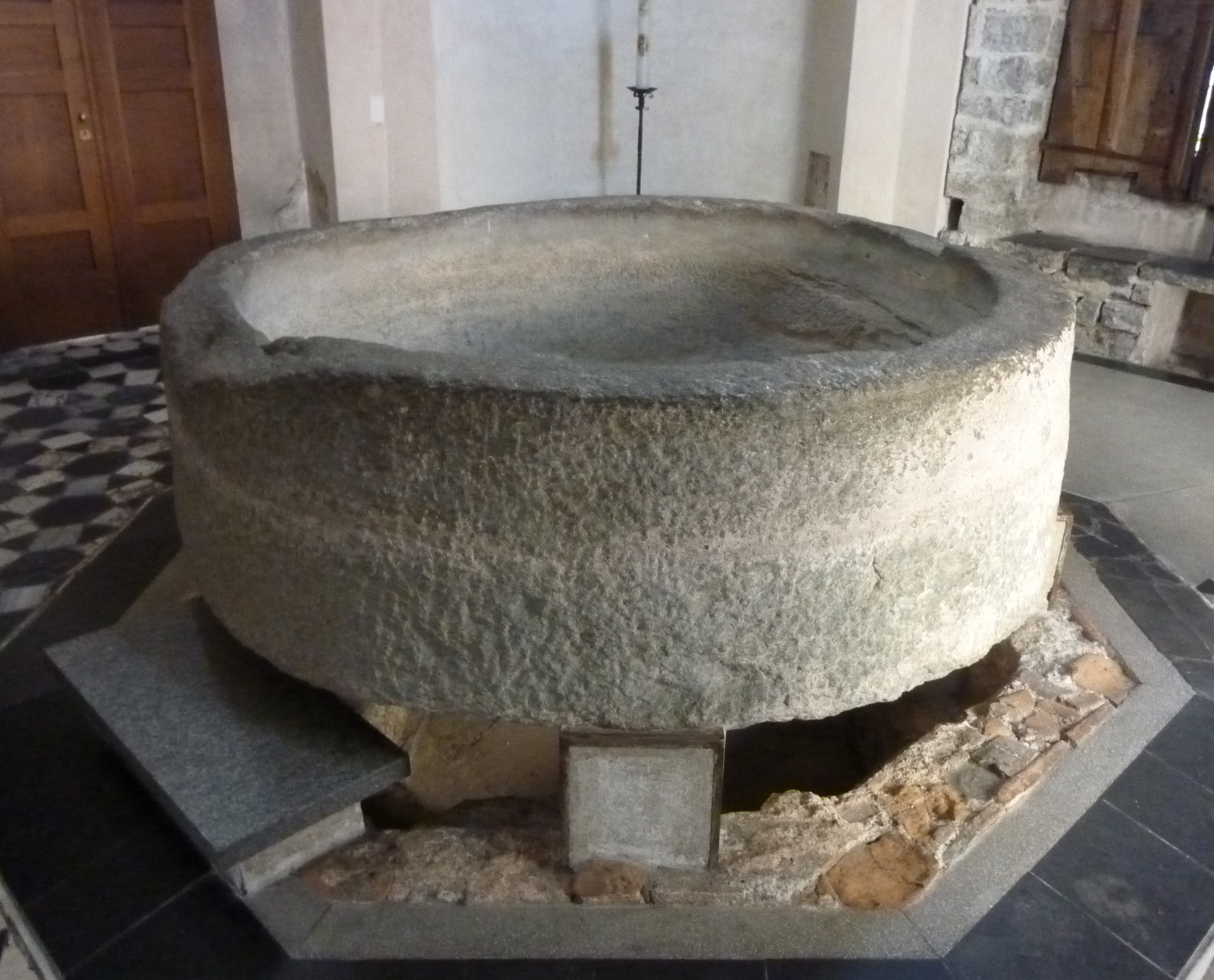
Fonte battesimale
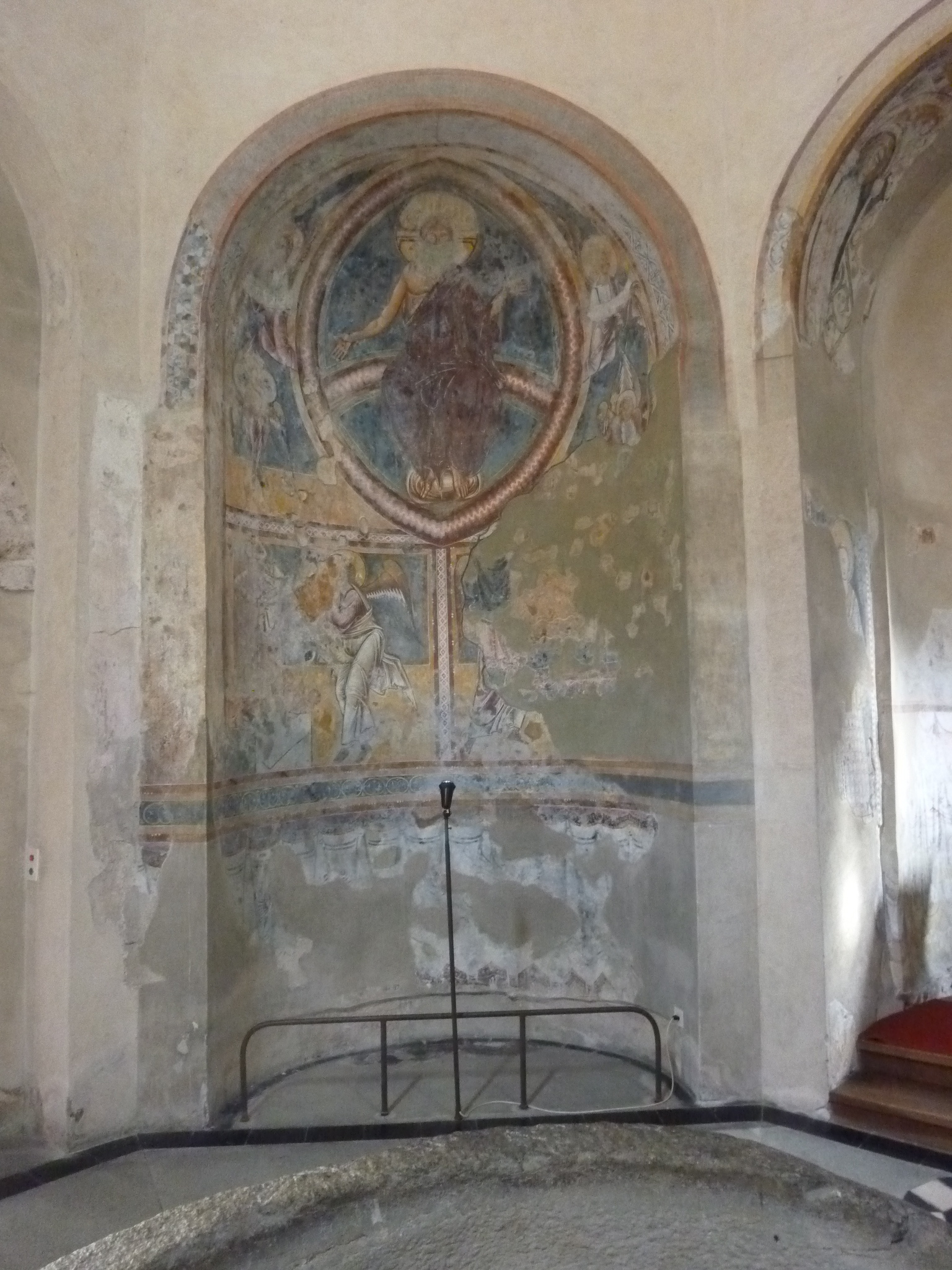
Nicchia di sinistra
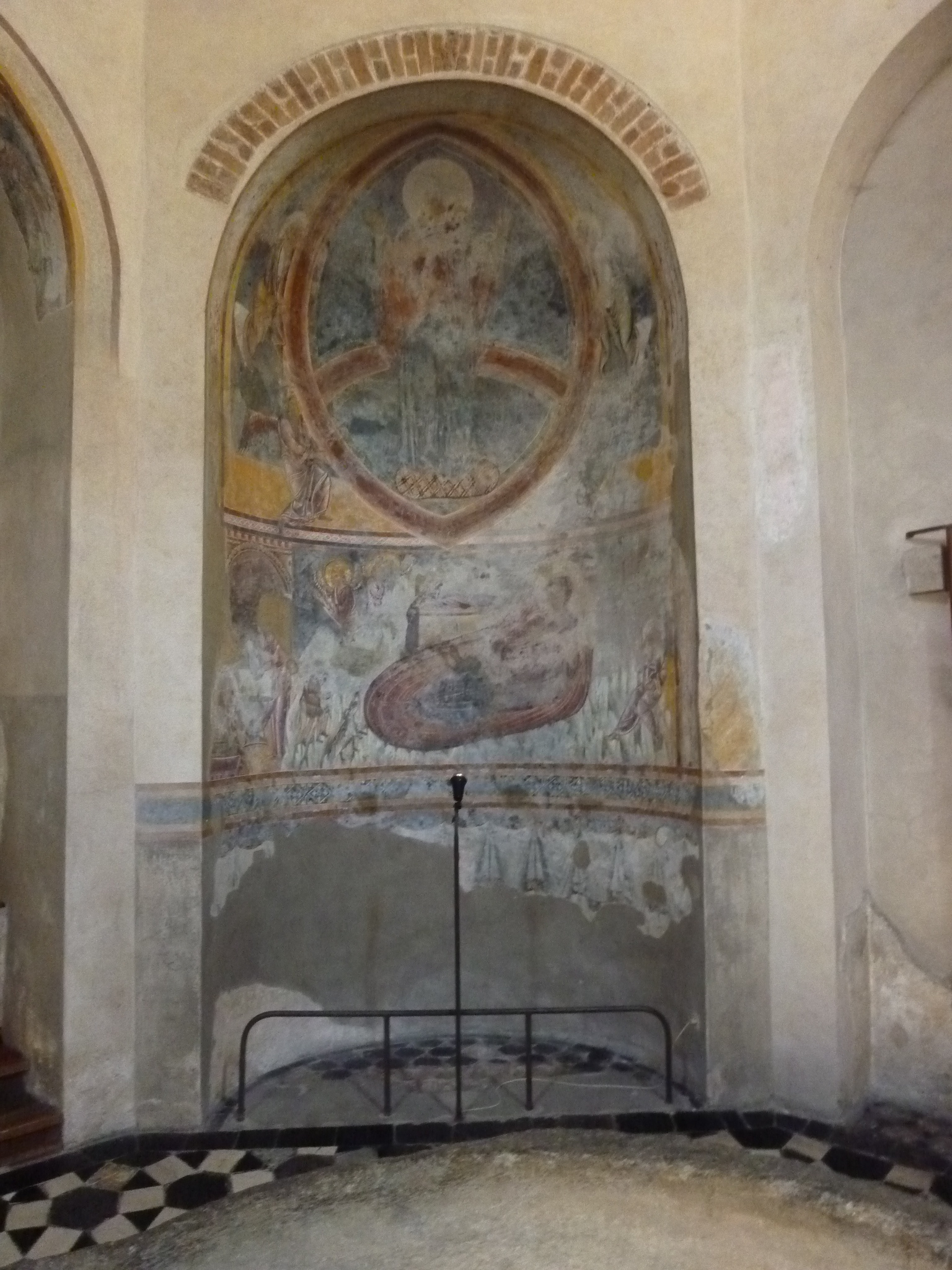
Nicchia di destra
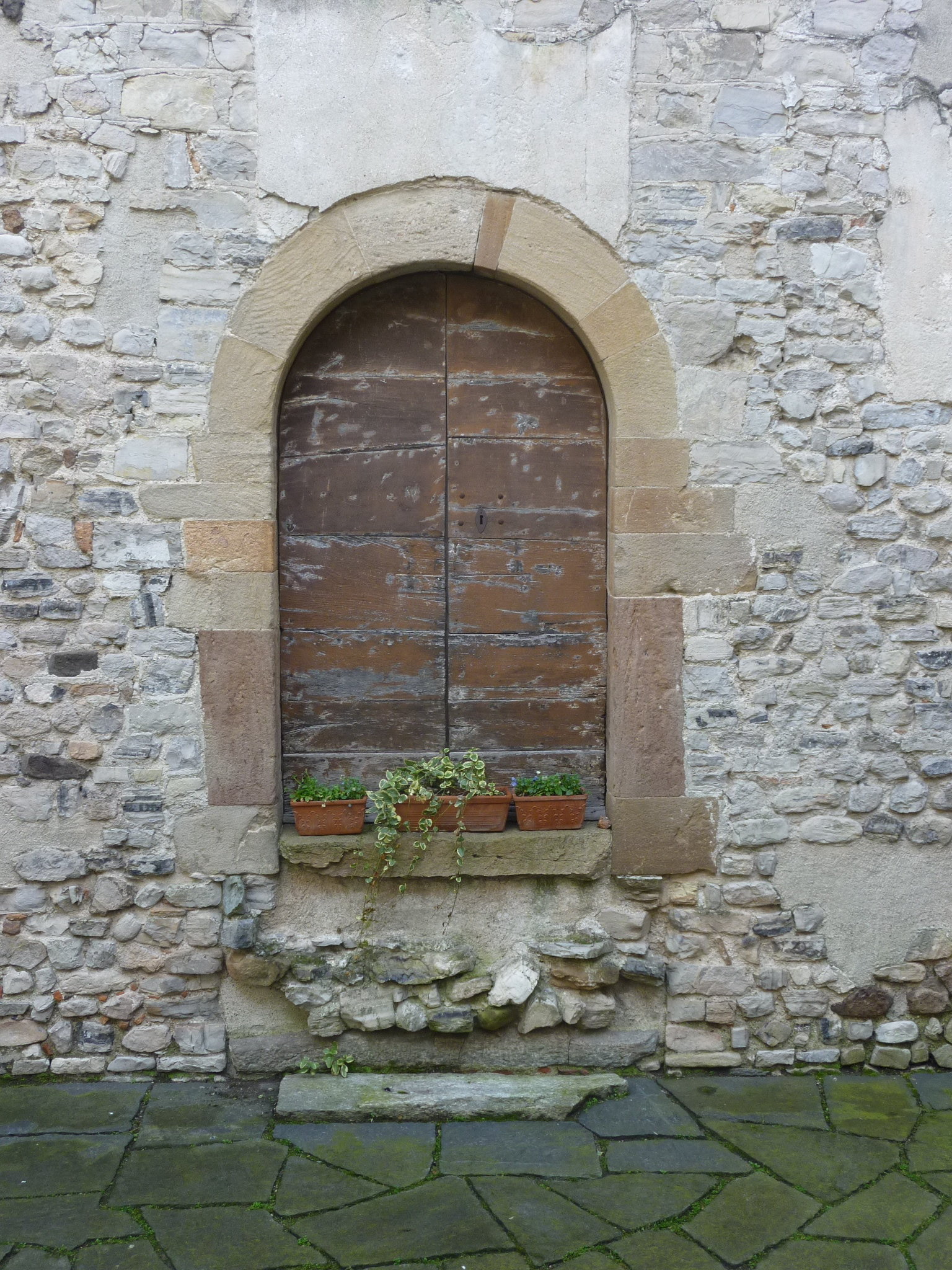
Portale